# Národní park Lorentz
Národní park Lorentz se nachází v indonéské provincii Papua. Se svou rozlohou 25 056 km2 je vůbec největším národním parkem v jihovýchodní Asii (definice dle politického zařazení Indonésie mezi asijské státy). Nejvyšším bodem parku je vrchol Puncak Jaya (4 884 m n. m.), který je zároveň nejvyšším bodem kontinentu Austrálie a Oceánie a je součástí tzv. Koruny planety. V roce 1999 se celý park stal součástí světového dědictví UNESCO. V těsné blízkosti západní hranice parku se nachází rozlehlý měděný a zlatý důl Grasberg, který způsobuje značné ekologické škody. Park je ohrožován nelegálním odlesňováním, těžařstvím a divokou výstavbou.
Na území parku žije několik kmenů původního obyvatelstva – Asmatové, Amungme, Nduga, Dani, Ngalik, Nkai, Kamoro a Sempan.

## Přírodní podmínky
Park je jedinečný mimo jiné i proto, že zahrnuje řadu různých ekosystémů v různých nadmořských výškách – od plochy moře, mangrovů a sladkovodní bažiny, přes nížinný i horský tropický les až k tundře a ledovcům ve vrcholových partiích. Srážkový úhrn v nížinné části parku se pohybuje mezi 3 150 a 4 100 mm za rok, v horách pak mezi 3 500 a 5 000 mm za rok. Průměrné roční teploty na jihu (nížinná část) jsou mezi 29–32 °C, zatímco v horské oblasti jsou pod bodem mrazu.
Mezi zástupce rozmanité fauny ostrova Nová Guinea patří např. druhy: ježura australská, paježura Bruijnova, vakoveverka velkoocasá, klokan dingiso, klokan Doriův, kunovec novoguinejský. V parku bylo napočítáno na 650 ptačích druhů (např. kasuár přílbový, korunáč novoguinejský, tricha orlí, kachna krahujková, rajka žlutolaločnatá) a 320 druhů plazů (například karetka novoguinejská, krokodýl mořský, krokodýl novoguinejský). Zdejší fauna a flora však nebyly dosud dostatečně zmapovány.